# Strada provinciale 35 Sassonero
La strada provinciale 35 Sassonero è una strada provinciale italiana nel comune di Monterenzio della città metropolitana di Bologna. Mette in comunicazione la valle del Sillaro con quella dell'Idice.

## Percorso
Il suo inizio si trova all'incrocio con la SP 21, sotto il rilievo del Sassonero. La provinciale sale in direzione ovest e serve la località Villa di Sassonero. Scollina a circa 600 m s.l.m. e continua in discesa fino a Bisano, dove supera l'Idice e si innesta sulla SP 7.